# Small Bump
"Small Bump" é uma canção do cantor e compositor britânico Ed Sheeran, lançado como o quinto single de seu álbum de estúdio de estréia, +. A canção foi escrita por Sheeran e produzida por Jake Gosling. O single atingiu a 25ª posição na UK Singles Chart. A canção foi lançada para as rádios da Austrália como o sexto e último single, onde "Give Me Love" foi lançado como o quinto single.

## Antecedentes
Em 26 de março de 2012, Sheeran anunciou em seu Twitter que "Small Bump" seria lançado como o quinto single de seu álbum de estreia, intitulado +, dizendo: "Antes disso, eu gostaria de ser o primeiro a anunciar o quinto single escolhido do meu álbum '+' é." Ele acrescentou: "Então, o single é ... Small Bump". A música está escrita na chave de Si bemol maior. A música é sobre o "amigo íntimo" de Sheeran e lamenta um bebê morto aos cinco meses de gravidez. É cantado numa perspectiva de primeira pessoa. Um remix de Asa & Stumbleine foi devido ao recurso no EP, mas nunca foi concluído.

## Faixas e formatos
| Download digital – EP |                                     |         |  |
| N.º                   | Título                              | Duração |  |
| 1.                    | "Small Bump"                        | 4:19    |  |
| 2.                    | "Small Bump" (Live uStream Version) | 6:52    |  |
| 3.                    | "Small Bump" (SBTV A64 Version)     | 3:34    |  |
| 4.                    | "Small Bump" (Instrumental)         | 4:19    |  |
| 5.                    | "Small Bump" (Acústico)             | 3:54    |  |

| CD single promocional |              |         |  |
| N.º                   | Título       | Duração |  |
| 1.                    | "Small Bump" | 4:19    |  |